# Chamazan Gizatullin
Chamazan Gataułłowicz Gizatullin (ros. Хамазан Гатауллович Гизатуллин, tat. Хамазан Гыйззәтуллин, ur. 10 maja 1921 we wsi Sibirka obecnie w rejonie szadrinskim w obwodzie kurgańskim, zm. 19 listopada 2007 w Majkopie) – radziecki i rosyjski wojskowy, podpułkownik Sił Zbrojnych ZSRR, pułkownik Sił Zbrojnych Federacji Rosyjskiej, Bohater Związku Radzieckiego (1943).

## Życiorys
Urodził się w tatarskiej rodzinie chłopskiej. Skończył 7 klas, pracował w kołchozie, w 1940 został powołany do Armii Czerwonej, służył w wojskach pogranicznych na Dalekim Wschodzie i ukończył szkołę sierżantów. Od grudnia 1942 uczestniczył w wojnie z Niemcami, walczył na Froncie Centralnym i Południowo-Zachodnim w składzie 63 samodzielnego dywizjonu artylerii przeciwpancernej 106 Dywizji Piechoty 65 Armii. Jako dowódca działonu w stopniu starszego sierżanta wyróżnił się podczas forsowania Dniepru w okolicach Łojewa w obwodzie homelskim 15 października 1943, gdy zniszczył dwa stanowiska ogniowe wroga, odparł kontrataki i ubezpieczył przeprawę głównych sił dywizjonu, później wraz z artylerzystami uszkodził 7 czołgów. Był ranny w tej walce i trafił do szpitala. Później został skierowany na kursy młodszych poruczników, które ukończył w 1944, później wrócił na front, walcząc w składzie 2 Frontu Białoruskiego do końca wojny. Brał udział w Paradzie Zwycięstwa na Placu Czerwonym w Moskwie, po wojnie kontynuował służę w armii, w 1953 ukończył kursy doskonalenia kadry oficerskiej, w 1960 został zwolniony do rezerwy w stopniu podpułkownika. Pracował jako ślusarz w Majkopie, którego otrzymał honorowe obywatelstwo. W 2000 został pułkownikiem Sił Zbrojnych Federacji Rosyjskiej w stanie spoczynku. W listopadzie 2008 w Majkopie odsłonięto jego pomnik.

## Odznaczenia
- Złota Gwiazda Bohatera Związku Radzieckiego (30 października 1943)
- Order Lenina
- Order Aleksandra Newskiego
- Order Wojny Ojczyźnianej I klasy
- Order Czerwonej Gwiazdy

I medale.